# Karl Lustenberger
Karl Lustenberger, né le 10 octobre 1952 à Marbach, est un sauteur à ski et coureur suisse du combiné nordique.

## Biographie
Il est licencié au club de sa ville locale Marbach.
En combiné nordique, il est sixième des Jeux olympiques d'hiver de 1980 et des Championnats du monde 1982, ainsi que gagnant de la course au Festival de ski de Holmenkollen devant Rauno Miettinen. 

## Palmarès

### Jeux olympiques
| Épreuve / Édition           | Innsbruck 1976 | Lake Placid 1980 |
| Combiné nordique Individuel | 19e            | 6e               |
| Saut à ski Grand tremplin   |                | 30e              |

### Championnats du monde
| Épreuve / Édition           | Oslo 1982 |
| Combiné nordique Individuel | 6e        |